# حبيل البرك (السياني)

تعديل مصدري - تعديل

حبيل البرك محلة تابعة لقرية الظهرة، التابعة لعزلة نخلان بمديرية السياني إحدى مديريات محافظة إب في الجمهورية اليمنية.، بلغ تعداد سكانها 69 حسب تعداد اليمن لعام 2004.